# ڢ
Le fāʾ point souscrit est une lettre de l'alphabet arabe qui était utilisée dans l’écriture de l’arabe maghrébin, du lezguien et est encore utilisée pour l’écriture du Coran dans certains pays du Maghreb. C’est à l’origine une variante stylistique du fāʾ ‹ ف ›.

## Utilisation
En arabe maghrébin, ‹ ڢ ›, avec un point souscrit, était utilisé à la place de ‹ ف ›, avec un point suscrit, du Machrek, représentant une consonne fricative labio-dentale sourde [f]. Il est encore utilisé dans l’écriture du Coran en Algérie, au Maroc et en Tunisie.
En lezguien écrit avec l’alphabet arabe, ‹ ڢ › représente une consonne occlusive bilabiale sourde [p].
En mandingue écrit avec l’alphabet arabe, ‹ ڢ › représente une consonne fricative labio-dentale sourde [f].